# Михайловское сельское поселение (Вологодская область)
Михайловское сельское поселение — упразднённое сельское поселение в составе Харовского района Вологодской области.
Центр — село Михайловское.
Образовано 1 января 2006 года в соответствии с Федеральным законом № 131 «Об общих принципах организации местного самоуправления в Российской Федерации».
В состав сельского поселения вошёл Михайловский сельсовет.
Законом Вологодской области от 28 апреля 2015 года № 3634-ОЗ, сельские поселения Михайловское и Харовское преобразованы, путём объединения, в сельское поселение Харовское с административным центром в городе Харовске.
Жители ведут личное подсобное хозяйство. Работают 2 продовольственных магазина, АТС, ФАП, дом культуры, школа, детский сад.

## География
Расположено на востоке района. Граничит:
- на севере со Ильинским сельским поселением,
- на западе с Харовским сельским поселением,
- на юге с Семигородним сельским поселением,
- на востоке с Житьёвским и Устьрецким сельскими поселениями Сямженского района.

По территории протекает река Пиньша, по северной границе — Кубена.

## Населённые пункты
В 1999 году был утверждён список населённых пунктов Вологодской области. Согласно этому списку, в Михайловский сельсовет входили 30 населённых пунктов. В 2000 году были упразднены деревни Дырково, Еськово, Злобиха, Увариха.
С тех пор и до 1 марта 2010 года состав сельского поселения не изменялся.
В состав сельского поселения входило 26 населённых пунктов, в том числе
25 деревень,
1 село. Только 11 населённых пунктов жилые.
| Населённый пункт      | ОКАТО          | Рег. номер | Расстояние до районного центра, км | Расстояние до центра поселения, км | Координаты                      |
| --------------------- | -------------- | ---------- | ---------------------------------- | ---------------------------------- | ------------------------------- |
| деревня Алферовская   | 19 252 820 002 | 7008       | 19                                 | 2                                  | 59°57′03″ с. ш. 40°26′46″ в. д. |
| деревня Анисимовская  | 19 252 820 003 | 7009       | 21,5                               | 4,5                                | 59°59′17″ с. ш. 40°31′46″ в. д. |
| деревня Балыково      | 19 252 820 004 | 7010       | 26                                 | 9                                  | 60°00′10″ с. ш. 40°34′34″ в. д. |
| деревня Будриха       | 19 252 820 007 | 7011       | 18,5                               | 1,5                                |                                 |
| деревня Верхняя Горка | 19 252 820 009 | 7012       | 24,5                               | 7,5                                | 59°59′38″ с. ш. 40°34′24″ в. д. |
| деревня Гречутино     | 19 252 820 011 | 7013       | 19                                 | 2                                  |                                 |
| деревня Демушиха      | 19 252 820 014 | 7014       | 31                                 | 14                                 |                                 |
| деревня Ершиха        | 19 252 820 018 | 7016       | 18,5                               | 1,5                                |                                 |
| деревня Заберезник    | 19 252 820 021 | 7018       | 20                                 | 3                                  | 59°57′44″ с. ш. 40°32′44″ в. д. |
| село Михайловское     | 19 252 820 001 | 7007       | 17                                 | 0                                  | 59°57′58″ с. ш. 40°28′44″ в. д. |
| деревня Михалиха      | 19 252 820 036 | 7020       | 21,5                               | 4,5                                |                                 |
| деревня Мурыгинская   | 19 252 820 037 | 7021       | 18,5                               | 1,5                                | 59°58′13″ с. ш. 40°29′49″ в. д. |
| деревня Нелюбовская   | 19 252 820 038 | 7022       | 18,5                               | 1,5                                | 59°57′32″ с. ш. 40°30′00″ в. д. |
| деревня Оброчное      | 19 252 820 040 | 7023       | 22                                 | 5                                  | 59°58′39″ с. ш. 40°34′16″ в. д. |
| деревня Панатово      | 19 252 820 042 | 7024       | 20,5                               | 3,5                                |                                 |
| деревня Паршинская    | 19 252 820 043 | 7025       | 18,5                               | 1,5                                |                                 |
| деревня Попчиха       | 19 252 820 046 | 7026       | 11                                 | 6                                  |                                 |
| деревня Потапиха      | 19 252 820 066 | 7027       | 22,5                               | 5,5                                | 59°59′51″ с. ш. 40°33′01″ в. д. |
| деревня Савинская     | 19 252 820 050 | 7028       | 19,5                               | 2,5                                | 59°58′46″ с. ш. 40°30′05″ в. д. |
| деревня Саматово      | 19 252 820 051 | 7029       | 27                                 | 10                                 | 60°00′46″ с. ш. 40°35′48″ в. д. |
| деревня Смолиха       | 19 252 820 054 | 7030       | 22                                 | 5                                  |                                 |
| деревня Средняя Горка | 19 252 820 058 | 7031       | 21,5                               | 4,5                                |                                 |
| деревня Стениха       | 19 252 820 059 | 7032       | 21                                 | 4                                  | 59°59′15″ с. ш. 40°30′30″ в. д. |
| деревня Умрища        | 19 252 820 062 | 7034       | 22                                 | 5                                  | 59°58′25″ с. ш. 40°32′49″ в. д. |
| деревня Черемухово    | 19 252 820 064 | 7035       | 12                                 | 5                                  | 59°56′53″ с. ш. 40°24′26″ в. д. |
| деревня Шилыково      | 19 252 820 065 | 7036       | 20                                 | 3                                  | 59°57′14″ с. ш. 40°27′14″ в. д. |

Упразднённые населённые пункты:
| Населённый пункт | ОКАТО          | Рег. номер | Расстояние до районного центра, км | Расстояние до центра поселения, км | Координаты                      | Комментарий          |
| ---------------- | -------------- | ---------- | ---------------------------------- | ---------------------------------- | ------------------------------- | -------------------- |
| деревня Дырково  | 19 252 820 016 | 7015       | 23                                 | 6                                  |                                 | Упразднена 29.9.2000 |
| деревня Еськово  | 19 252 820 019 | 7017       | 25                                 | 8                                  |                                 | Упразднена 29.9.2000 |
| деревня Злобиха  | 19 252 820 022 | 7019       | 20                                 | 3                                  |                                 | Упразднена 29.9.2000 |
| деревня Увариха  | 19 252 820 062 | 7033       | 23                                 | 6                                  | 59°55′07″ с. ш. 40°31′34″ в. д. | Упразднена 29.9.2000 |